# Zanussi

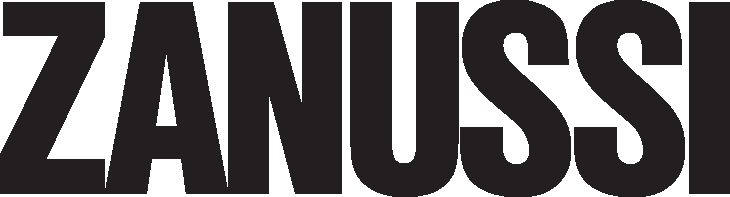
Zanussis logotyp.

Zanussi är en stor italiensk tillverkare av vitvaror som ägs av Electrolux. Zanussi tillverkar bland annat tvättmaskiner, diskmaskiner, kylskåp och spisar. År 1916 grundades företaget Zanussi av Antonio Zanussi och började tillverka spisar och ugnar. Det dröjde ytterligare 30 år tills 1946 innan företaget började exportera sina varor. År 1984 köptes företaget av Electrolux, som numera använder varumärkena Zanussi samt Zanussi Professional.